# Фаунтин Хилс (Аризона)
Фаунтин Хилс (енгл. Fountain Hills) град је у америчкој савезној држави Аризона. По попису становништва из 2010. у њему је живело 22.489 становника.

## Демографија
Према попису становништва из 2010. у граду је живело 22.489 становника, што је 2.254 (11,1%) становника више него 2000. године.
| Група             | 2000.          | 2010.          |
| Белци             | 19.055 (94,2%) | 20.569 (91,5%) |
| Афроамериканци    | 119 (0,6%)     | 219 (1,0%)     |
| Азијати           | 180 (0,9%)     | 411 (1,8%)     |
| Хиспаноамериканци | 618 (3,1%)     | 925 (4,1%)     |
| Укупно            | 20.235         | 22.489         |